# Gobernadorcillo

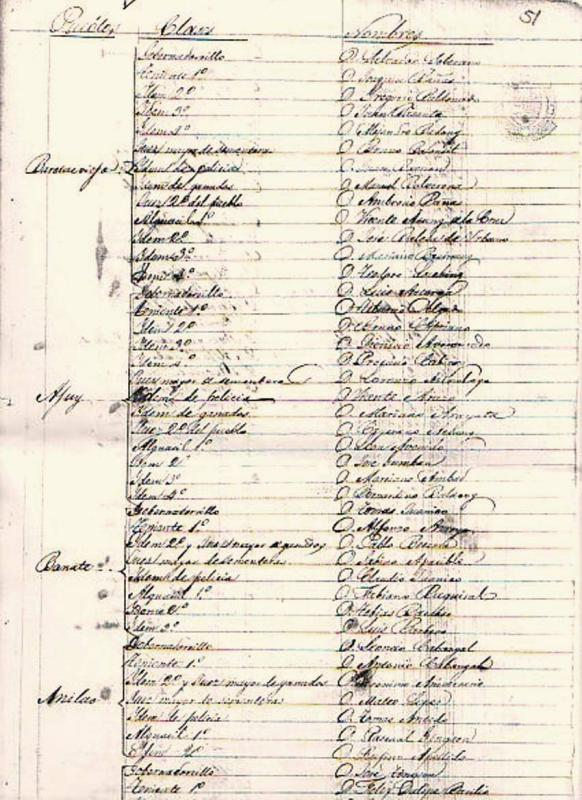
Dokument ze zbiorów Archiwum Państwowego w Manili dotyczący wyników wyborów regionalnych w prowincji Iloilo w 1855 roku; zawiera nazwiska gobernadorcillów wybranych wówczas w Ajuy, Banate oraz Barotac Viejo

Gobernadorcillo – stanowisko w strukturze władzy Filipin w okresie panowania kolonialnego imperium hiszpańskiego.
Odpowiadało współczesnemu stanowisku burmistrza. Było najwyższą pozycją w aparacie kolonialnym, którą mógł zajmować Filipińczyk. Osoba na nie powoływana należała do lokalnej arystokracji. Z reguły pełniła uprzednio funkcję przywódcy barangayu. Z czasem same kryteria wyboru tych urzędników uległy zaostrzeniu. W XIX wieku tak bierne, jak i czynne prawa wyborcze w wyborach gobernadorcillów mieli już wyłącznie przywódcy barangayów. Do obowiązków gobernadorcilla należało rejestrowanie narodzin w podlegającej mu miejscowości czy też mieście, gromadzenie dowodów w sprawach kryminalnych, nadzór nad lokalnymi więzieniami oraz mobilizowanie zasobów na rzecz robót publicznych organizowanych tak przez administrację, jak i przez parafie katolickie. Miał również pewne ograniczone kompetencje sądownicze. Wraz z przywódcami barangayów odpowiadał także za ściąganie z ludności trybutu. 
Budowa mostów, szkół, dróg oraz dbanie o żeglowność i dobry stan portów również znajdowały się wśród obowiązków tego właśnie urzędnika. Ze swojej działalności musiał składać sprawozdanie. Kadencja gobernadorcilla trwała dwa lata. Od piastującego ten urząd wymagana też była biegła znajomość języka hiszpańskiego.
Stanowisko to było opłacane dosyć słabo. Dawało niemniej piastującemu je człowiekowi znaczące korzyści materialne, między innymi z uwagi na powszechną korupcję. Dodatkowo gobernadorcillo zwolniony był z obowiązku uiszczania trybutu. Jego rodzina wyłączona była także z uczestnictwa w programach robót publicznych. W ostatnich latach panowania hiszpańskiego na archipelagu, wraz z wydaniem tak zwanego dekretu Maury (1893) stanowisku temu nadano nazwę capitan municipal, z zamiarem poszerzenia przysługujących mu uprawnień.
Stanowisko piastowali niektórzy z działaczy niepodległościowych zaangażowanych później w walkę z hiszpańskim reżimem kolonialnym. Krótko przed wybuchem rewolucji filipińskiej wybrany nań został na przykład późniejszy generał Miguel Malvar. Również Emilio Aguinaldo, pierwszy prezydent Filipin, na samym początku swojej kariery był gobernadorcillem.